# Александра Римска
Александра Римска (рођ. Приска, ум. 21. април 303.) је хришћанска светитељка, поштована као мученица. Спомен се празнује у Православној цркви 23. априла (по јулијанском календару), у Коптској 10. априла.

## Биографија
За Александру знамо из Житија Светог Георгија Победоносца, у коме се назива краљицом и женом цара Диоклецијана. Александра, видећи Георгијево страдање и више пута му пружену чудесну помоћ Божију, поверовала је у Христа и отворено исповедила своју веру. Због тога ју је муж осудио на одрубљивање главе мачем. На путу до стратишта, Александра је уморна замолила војнике да стану и, наслоњена на зид зграде, умрла је мирно (према другој верзији њеног живота, она је, као и свети Георгије страдала мученички.

## Мишљење историчара
Жена цара Диоклецијана била је Приска, за коју се зна да је заправо исповедала хришћанство. Постоји могућност да је заиста по крштењу могла да добије име Александра. Истовремено, Симеон Метафраст, Ватикански кодекс (916) и други византијски и латински антички текстови не називају Александру Диоклецијановом женом. Изузетак је компилација Теодора Дафнопатуса. Можда је била удовица неког од царева који је владао пре Диоклецијана.
Покушај да се идентификују Александра и Приска учињен је тек у 20. веку. Тако се у минеји коју је објавила Московска патријаршија, Александрина смрт 303. године названа имагинарном, а њено мучеништво се приписује 313. години (смрт Приске). Међутим, ову верзију не потврђују древна канонска житија и источни апокрифи.
Датум Александриног помињања је познат од 10. века и назначен је у Типику Велике цркве и Минологији цара Василија, као и у другим грчким рукописима. Кратак Александрин живот преведен је на словенски у 12. веку као део Пролога Константина Мокисијског.
Грчки рукопис из 10. века садржи канон краљице Александре у 2. тому Теофана уписаног, који није био уврштен у штампану књигу. У савременој пракси Грчке и Руске православне цркве није предвиђена посебна служба за Александру, она се помиње на бдењу великомученика Георгија, где се у име Руске Цркве даје посебан тропар; а у грчкој служби за 6. канон канона на Јутрењу даје се јамбски стих светој Александри.
Иконографија садржи како појединачне слике свете Александре, тако и сцене из живота Великомученика Георгија: Александрино исповедање вере пред Диоклецијаном, осуду и мучеништво Светог Георгија. У „Ерминији“ се лик Александре описује у контексту сцене погубљења светог Георгија: „У даљини... Краљица Александра седи на камену, мртва; анђео прихвата њену душу“.
У 19. веку у Русији је Александра Римска постала небески покровитељ низа царица (Александра Фјодоровна (царица, супруга Николаја I), Александра Фјодоровна (царица, жена Николаја II)). Током овог периода, у њену част је освећен више цркава у Москви, укључујући и доњи олтар цркве кнеза Јоасафа у Измаилову..